# Боговский, Павел Александрович
Павел Александрович Боговский (10 марта 1919, Тарту — 8 марта 2006) — советский и эстонский онколог-патоморфолог, член-корреспондент Академии медицинских наук СССР (1965), заслуженный деятель науки Эстонской ССР (1977), действительный член Эстонской академии наук (1993). Входит в список 100 великих деятелей Эстонии XX века.

## Биография
Родился в Тарту в семье медиков, эмигрантов из России. Отец, Александр Дементьевич, был врачом; мать, Татьяна Александровна (урожденная Вулих) — медицинской сестрой, затем — основателем Эстонского комитета Красного креста и заместителем его председателя.
Детство провёл на острове Сааремаа, где посещал немецкоязычный детский сад. В возрасте восьми лет говорил на эстонском, немецком и русском языках.
В 1937 году окончил гимназию Хуго Треффнера, в 1941 году — медицинский факультет Тартуского университета, с началом Великой Отечественной войны был эвакуирован в Алма-Ату, где продолжил обучение в Медицинском институте. Закончил учёбу в 1943 году, получив специальность врача.
Участник Великой Отечественной войны в составе Эстонского стрелкового корпуса, старший лейтенант медицинской службы.
Член КПСС с 1944 года (по другим данным с 1946 года).
После войны вернулся в Тарту, в 1949 году защитил диссертацию «О влиянии недостаточного питания и впрыскивания глюкозы на морфологию раневого организационного процесса» на соискание степени кандидата медицинских наук. Ученик А. Вальдеса, кафедра патологической анатомии.
С 1949 года работал в Институте экспериментальной и клинической медицины в Таллине, директор Института в 1953—1968 и 1974—1991 годах.
В 1961 году защитил докторскую диссертацию «Канцерогенное действие продуктов переработки эстонского сланца : (экспериментально-морфологическое исследование)» при Ленинградском санитарно-гигиеническом институте. Является инициатором и исполнителем исследований одной из групп канцерогенов — N-нитрозосоединений — как в Эстонии, так и на международном уровне.
В 1962 году получил звание профессора по специальности «Патологическая анатомия и онкология».
Кроме эстонского, русского и немецкого языков, свободно говорил на французском и английском языках, а также был одним из выдающихся латинистов стран Северной Европы.
В 1963—1967 годах был депутатом Верховного Совета Эстонской ССР (заместитель председателя Комиссии по здравоохранению и социальному обеспечению).
После того, как учёный доказал высокую канцерогенность некоторых продуктов переработки сланца, в Эстонии была полностью изменена технология производства сланцевого топлива. В 1964 году было остановлено производство наиболее канцерогенного продукта — камерной смолы.
С 1967 по 1974 год работал в Лионе в Международном агентстве по изучению рака, где возглавлял отдел экзогенных канцерогенов.
В 1977 году возглавил комиссию по разработке эстонской медицинской терминологии. Переводческую деятельность Павел Боговский начал в возрасте тридцати лет, переведя на эстонский язык двухтомный труд В. Н. Тонкова «Руководство нормальной анатомии человека» — 2000 страниц, содержащих более 2400 анатомических терминов. В 1996 году вышел в свет самый современный и объёмный справочник по эстонской медицинской лексике — «Словарь медицинских терминов», соавтором и редактором которого был Павел Боговский. Одной из крупнейших работ академика стала разработка эстонской версии 10-го издания Международной классификации болезней с указанием эквивалентов на латинском языке.
В 1993 году избран действительным членом Эстонской академии наук, кафедра биологии, геологии и химии.
Умер 8 марта 2006 года. Похоронен на Лесном кладбище в Таллине.

## Награды, звания и премии
- 1945 — Медаль «За победу над Германией в Великой Отечественной войне 1941—1945 гг.»[5]
- 1945 — Медаль «За боевые заслуги»[5]
- 1961 — Медаль «За трудовую доблесть»[16]
- 1965 — Член-корреспондент Академии медицинских наук СССР[9]
- 1967 — Орден Ленина[7]
- 1977 — Заслуженный деятель науки Эстонской ССР[17]
- 1985 — Орден Отечественной войны II степени[5]
- 1993 — Действительный член Эстонской академии наук[10]
- 1994 — Медаль Эстонской академии наук[3]
- 1998 — Орден Белой звезды 3 класса[18]
- 1999 — Премия Эстонской Республики за дело всей жизни[эст.] (200 000 крон)[12]
- 1999 — Вошёл в составленный по результатам письменного и онлайн-голосования список 100 великих деятелей Эстонии XX века[3]

## Семья
- Жена — Евгения Боговская (1920—2011).

Три сына.
- Сын — Сергей Павлович Боговский (род. 31.03.1946), доктор биологии (1988), член научного совета Института развития здоровья (Эстония)[20][21].